# Ternove, Krasnodon
Ternove (în ucraineană Тернове) este un sat în comuna Valievka din raionul Krasnodon, regiunea Luhansk, Ucraina.

## Demografie
Componența lingvistică a localității Ternove
     Rusă (78,26%)
     Ucraineană (21,74%)
Conform recensământului din 2001, majoritatea populației localității Ternove era vorbitoare de rusă (78,26%), existând în minoritate și vorbitori de ucraineană (21,74%).